# Handelsplatz Paviken
Der Handelsplatz Paviken – ein ehemaliger Seehafen an der Westküste der schwedischen Insel Gotland – wurde von Per Lundström in den Jahren 1967 bis 1983 teilweise ergraben und untersucht. Die wikingerzeitliche Siedlung erstreckte sich im Bereich der Mündung des Flusses Idån in die Meeresbucht Paviken. Der Handelsplatz war etwa anderthalb Kilometer nördlich des Handelsplatzes Västergarn und etwa einen Tagesmarsch (30 km) südlich vom Handelsplatz Visby gelegen. Die reichhaltigen Importwaren zeugen von weitreichenden Kontakten sowohl nach Europa als auch zum Orient. Die Ergebnisse der Ausgrabung und Befundanalysen legten die Basis für die Erforschung der frühen Handelsplätze.

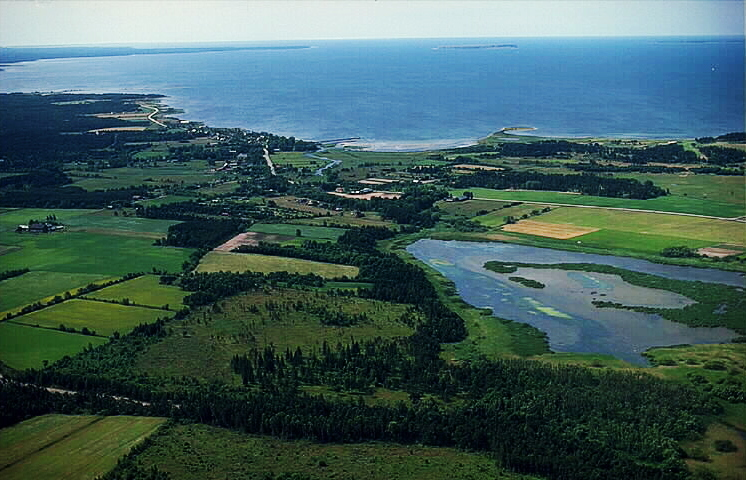
Paviken

## Fundbeschreibung
Der Handelsplatz (auch Paviken I genannt) mit der Siedlung wurde von 1967 bis 1983 teilweise untersucht. Die wikingerzeitliche Siedlung erstreckte sich im Bereich der Mündung des Wasserlaufs Idån – der damals das inzwischen trockengelegte Vikmoor (Vikmyr) entwässerte – in die Meeresbucht Paviken, von der heute nur noch ein flacher See geblieben ist. Bis ins 10. Jahrhundert hinein war Paviken I ein Seehafen in dieser Meeresbucht, deren Zugang an der schmalsten Stelle etwa einhundert Meter breit war. Paviken I lag dabei etwa anderthalb Kilometer nördlich des Halbkreiswalles von Västergarn. Zuletzt wurde der Seehafen von den Wikingern genutzt. Die ergrabenen Importwaren zeugen von weitreichenden Handelsbeziehungen sowohl mit dem Baltikum, dem Rheinland und England, Italien sowie Nordskandinavien als auch mit dem Nahen Osten.
Per Lundströms Untersuchung fand in dem Winkel statt, der vom Fluss Idån und dem Oststrand Pavikens gebildet wird. Der etwa anderthalb Hektar große Siedlungsplatz wurde etwa zu einem Siebtel der Gesamtfläche untersucht, wobei auf diesem flachen Kiesrücken etwa 10.000 Funde gemacht wurden. Die Funde wurden von Lundström mehrheitlich in einem Zusammenhang mit dem schwedischen Festland gesehen. Möglicherweise diente die Stora Karlsö, ein zur Wikingerzeit gutbesuchter Hafen, als Handelsposten zwischen dem schwedischen Festland und der Insel Gotland. Denkbar ist auch eine zeitweilige Ansiedlung von Handwerkern und Händlern des schwedischen Festlandes auf Gotland.
Die Funde in Paviken weisen das für solche Handelsplätze übliche Typenspektrum auf, vergleichbar sind Haiðaby, Kaupang und Ribe. Im Einzelnen ergab das Fundmaterial aus der nur 20 bis 30 Zentimeter starken Kulturschicht sowohl Hinweise auf Fischerei und eine Bootswerft als auch auf Schmiedehandwerk, Metall-, Granat- und Almandinverarbeitung sowie die Herstellung von Glasperlen. Die nur bruchstückhaft erschlossenen Baustrukturen waren entlang des Flussufers ausgerichtet.

### Seehandelsplatz

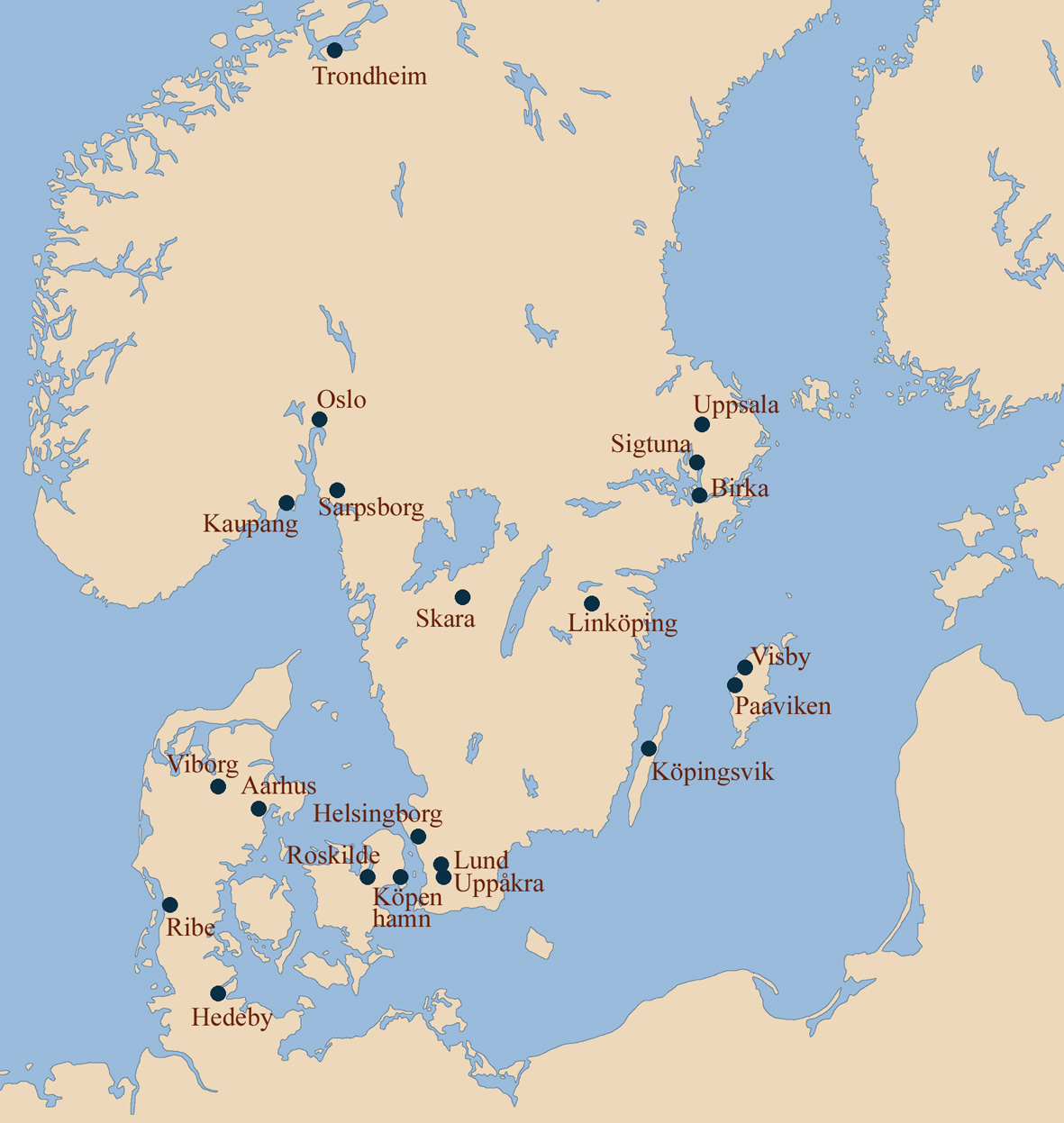
Handelsplätze der Wikingerzeit

Paviken I gehört zu den bedeutenden Seehandelsplätzen der Vendel- und Wikingerzeit. Lange bevor Lübeck und andere Städte der Hanse an der Ostsee gegründet wurden, waren die Häfen Paviken und Fröjel, später dann Visby auf Gotland ein Drehpunkt des Warenverkehrs zwischen den Handelsplätzen Nord- und Mitteleuropas. Es wurde auf dem Seeweg vom norwegischen Kaupang und Avaldsnes (auf Karmøy), schwedischen Birka und Sigtuna, niederländischen Dorestad, von dem damals dänischen Haiðabu, von Ribe und Tissø, sowie vom fränkischen Quentovic bis nach Jomsburg (Vineta), Ralswiek, Reric, Truso und Wiskiauten an der südlichen Ostseeküste, ins russische Nowgorod und nach Seeburg im Baltikum Handel getrieben.
Wie bei den zeitgleichen Seehandelsplätzen entwickelte sich Paviken nicht unmittelbar an der Meeresküste, sondern geschützt im Bereich eines Naturhafens. Zwar lag die Siedlung im Binnenland, aber sie war küstennah und über eine Wasserstraße, den Västergarnfluss, erreichbar. In den 1980er Jahren wurden im Wasser die Überreste einer Pfahlsperre gefunden, die den Zugang sicherte. Von Paviken aus waren zudem Schifftransporte ins Binnenland möglich.
Die Landhebung im letzten Jahrtausend hat das Wasserstraßensystem jedoch stark verändert, die frühere Strandlinie lag etwa zweieinhalb Meter über der heutigen Linie, so dass der Abstand der Siedlung zum Ufer gegenwärtig bis zu 150 Meter beträgt. Die Landhebung wird von der Forschung als Grund dafür angesehen, dass der Hafen bereits im Mittelalter seine Bedeutung verlor. Der Handelsplatz wurde Ende des 10. Jahrhunderts aufgegeben, der Ort wurde durch Brand zerstört. Dafür übernahm offenbar, so eine These, das nur anderthalb Kilometer südlich von Paviken entfernte Västergarn – bei dem ein Halbkreiswall und die Lage einen Wikingerplatz vermuten lassen – wohl in Konkurrenz zu Visby den Seehandel.
Sowohl Visby als auch Paviken und der Nachbarort Västergarn liegen an der gotländischen Westküste nahe der frühgeschichtlichen Thingstätte von Roma. Weitere gotländische Handelsplätze zur gleichen Zeit und bereits vorher zur Vendelzeit waren Bandlundeviken, Bogeviken und Fröjel. Paviken aber gehörte vor der Landhebung wohl zu den attraktivsten Seehandelsplätzen auf Gotland aufgrund des flachen Ufers in einer geschützten Hafenbucht mit Pfahlsperre, der auch den Weitertransport per Schiff ins Binnenland ermöglichte. Zudem bot die vorteilhafte Siedlungslage Pavikens Zugang zum Frischwasser des Idån, trockene Grundstücke auf einer leichten Anhöhe und eine gute Anbindung an den Zentralort Roma.

### Befunde

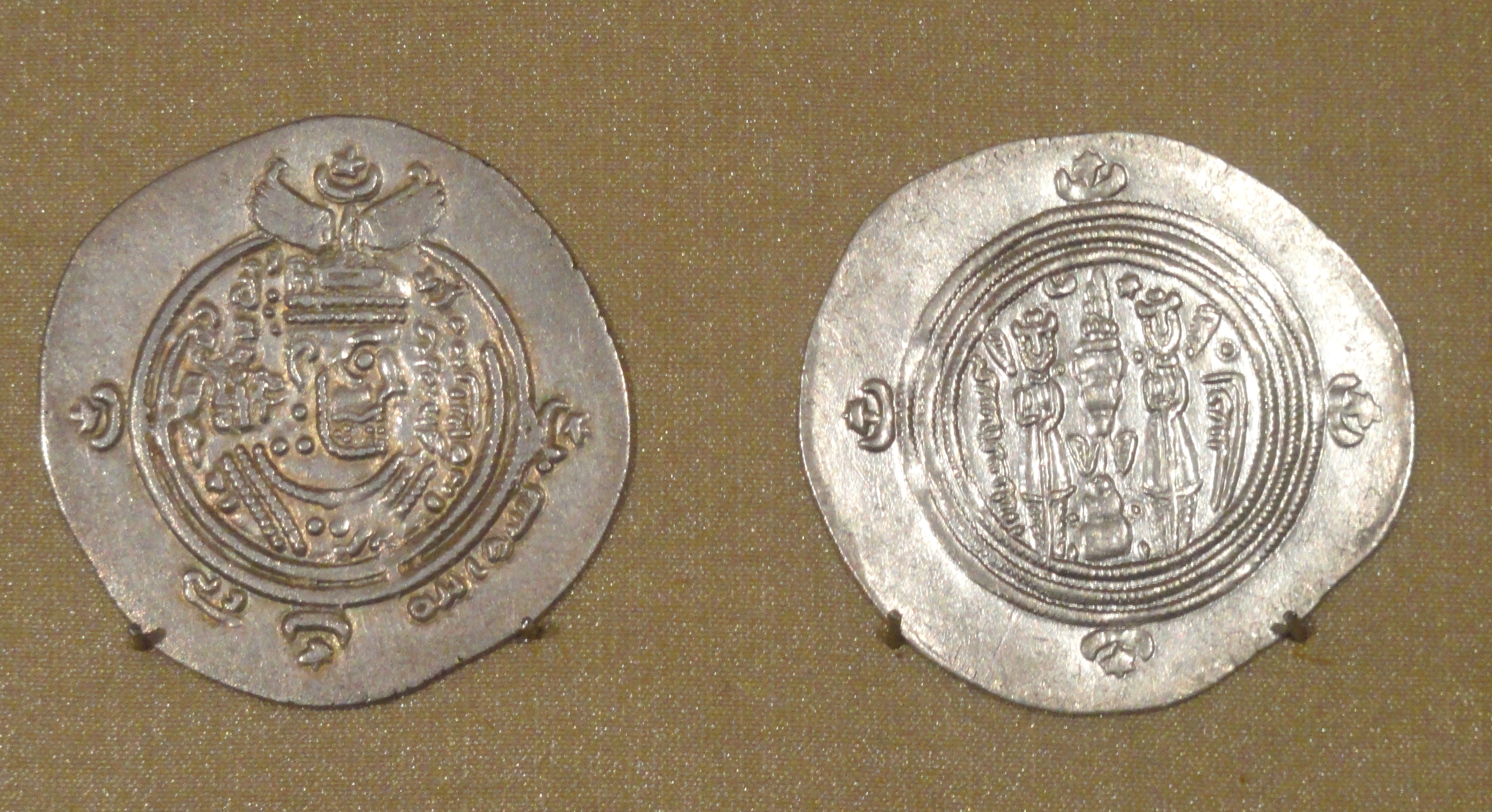
Arabische Münzen: sassanidische Drachmen des 7. Jahrhunderts

Der Fischfang ist durch zahlreiche Angelhaken und Fischgabelspitzen am Fundort bezeugt. Von einer Bootswerft sind mehr als 2000 Nieten oder Nietplatten und weiteres Werkzeug – etwa ein Körner zum Entfernen von Nieten und scharfe Meißel, ein Werkzeug mit zwei Klauen (ein sogenannter Kuhfuß) – erhalten. Zwei langgestreckte flache Mulden werden als Schiffsaufschleppanlage aufgefasst.
An Handwerk ließen sich Eisenverarbeitung (nachgewiesen durch Schlacken und Eisenbarren), Bronzeguss (belegt durch Bronzebarren, Gussreste und Tiegelfragmente, etwa ein Bruchstück mit anhaftendem Goldtropfen und Bleischrott) sowie Knochenverarbeitung (Rohmaterial und Halbfabrikate von Kämmen, Spielsteinen und Würfeln) feststellen. Zum Befund gehören zudem Wetzsteine, aus gotländischem Sandstein oder importiertem Schiefer angefertigt. Die Bernsteinverarbeitung ist durch unbearbeitetes Rohmaterial und zahlreiche Perlen aus Bernstein nachgewiesen. Im Befund heraus ragen die 270 Rohgranaten, die in Paviken gesammelt wurden, dazu kommen einige geschliffene Stücke Almandin bzw. Granat. Die Funddichte lässt hier eine Werkstatt oder ein Warenlager vermuten. Aus dem Mittelmeergebiet eingeführtes Rohmaterial, etwa Glasgefäße und Mosaiksteine – Tesserae – aus gefärbter Glaspaste sowie aus klarem Glas, weisen die örtliche Perlenproduktion nach.
Über das ganze Siedlungsareal verteilt wurden Fragmente von Hacksilber und an die hundert vollständige sowie zerteilte Münzen größtenteils arabischer Herkunft gefunden.

#### Mosaikwürfel

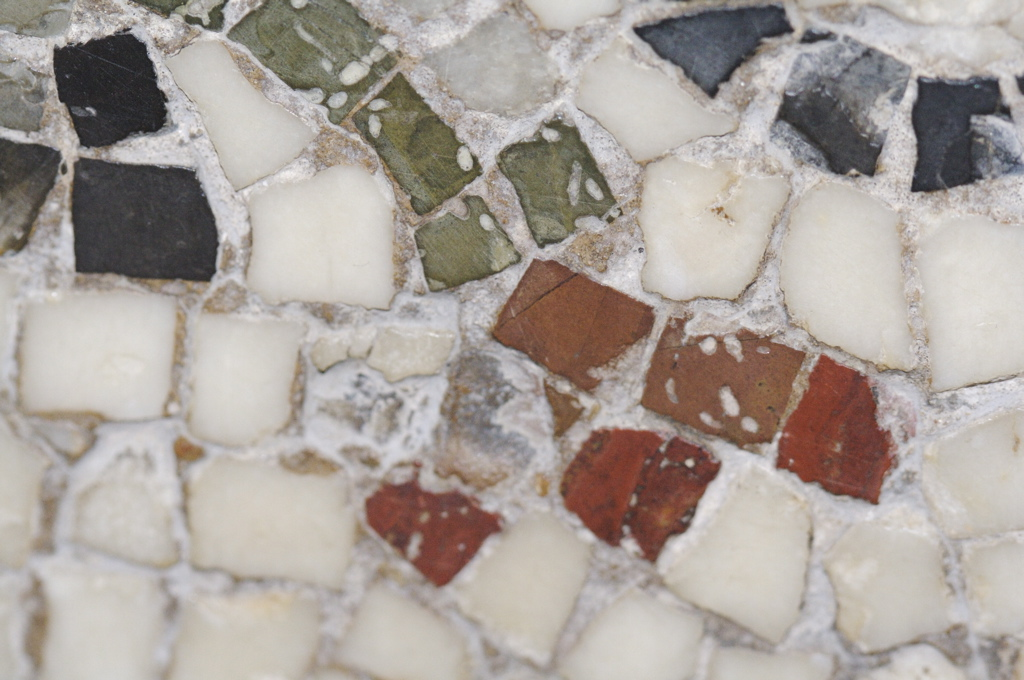
Tesserae bzw. Mosaiksteine

Die in Paviken gefundenen Glasstücke werden als aus dem Mittelmeergebiet eingeführte Rohmaterialien interpretiert. Diese Rohstücke – etwa 70 Fragmente von Glasgefäßen und 42 Mosaiksteine (Tesserae) aus gefärbter Glaspaste oder klarem Glas, einer davon mit Goldfolie belegt – waren für die einheimische Perlenproduktion vorgesehen. Nachgewiesen ist dies durch den Befund an Zwischenprodukten wie Glasschmelze, Tropfen oder Stäbchen. Solche Werkstätten an wikingerzeitlichen Handelsplätzen gab es auch in Haiðaby und Ribe sowie in Kaupang in Norwegen. Diese Art Werkstatt ist typisch für die frühstädtischen Siedlungen der Wikingerzeit in Nordeuropa, sie kommen aber auch auf dem Kontinent vor, etwa in der Pfalzanlage Paderborn, in Rom und in San Vincenzo al Volturna (Klosterwerkstätten) in Süditalien.
Antike Mosaiken gewannen im frühen Mittelalter eine Bedeutung als Rohstoff für die Glasperlenherstellung. Die wiederverwendbaren Mosaiksteinchen ehemaliger antiker Wand- oder Deckenmosaiken in den römischen Provinzen und direkt in Italien bzw. aus den frühchristlichen Mosaikwerkstätten wurden seit dem 7. Jahrhundert in die 'frühstädtischen' Handelsplätze im Nord- und Ostseeraum gehandelt, wo sie weiterverarbeitet wurden zu Perlen- und Ringschmuck. Theophilus Presbyter, Verfasser einer lateinischen Schrift, in der verschiedene Kunsthandwerkstechniken des Mittelalters ausführlich dargestellt werden, spricht noch um 1100 von „Mosaiksteinen aus opaler weißer, grüner, safrangelber, blauer, roter und purpurfarbener Glasmasse, die aus ‚den alten Häusern der Heiden‘ stammen sollen“. Es handelt sich dabei wohl um Mosaiksteinchen aus verfallenen römischen Anlagen, die umgeschmolzen und wiederverwendet wurden.
In nordeuropäischen Grabfunden aus dem späten 7. Jahrhundert waren Tesserae als Amulette enthalten. Auch an den wikingerzeitlichen Handelsplätzen Haiðaby, Ribe, und Aggersborg auf Jütland, Stånga Annex und Paviken auf Gotland, in Helgö und Birka in Mittelschweden, im südschwedischen Åhus und im norwegischen Kaupang wurden derartige Tesserae gefunden. Die Tesserae in den nordeuropäischen Werkstätten stammen, so Heiko Steuer, bis zum 10. Jahrhundert wohl überwiegend aus Norditalien.
Auf dem Kontinent wurden in San Vincenzio al Volturno in Süditalien Glasmosaiksteinchen gefunden, die zum Teil auf dem Boden eines Tiegels festgeschmolzen waren. Sie sollen aus Rom stammen, aus älteren römischen Mosaiken vom Ende des 5. Jahrhunderts. Die eingeschmolzenen Glaswürfel dienten nachweislich zur Färbung der anderweitig verwendeten Glasmassen. Die Datierung erfolgt über Spuren von Antimon, das in der römischen Glasproduktion nur bis zum 5. Jahrhundert gebräuchlich war. Auch in den Glaswerkstätten der Pfalz in Paderborn lagen verschieden gefärbte Glas-Tesserae und Tropfen sowie Schlacken aus mediterranem Soda-Glas-Rohglas vor. Die Mosaikwürfelchen dienten offenbar zur Veränderung der Farbe der Glasschmelze. Es wurden dabei Farben wie Grün, Blau, Gelb, Dunkelrot und Rosa erzielt. In Paderborn wurde sowohl mediterranes Soda-Kalk-Glas (etwa die Mosaikwürfel) als auch einheimisches Holzasche-Glas verarbeitet. In der Werkstatt wurden Tiegel und ca. 70 Tesserae aus Soda-Kalk-Glas römischer Herkunft gefunden.

#### Hacksilber

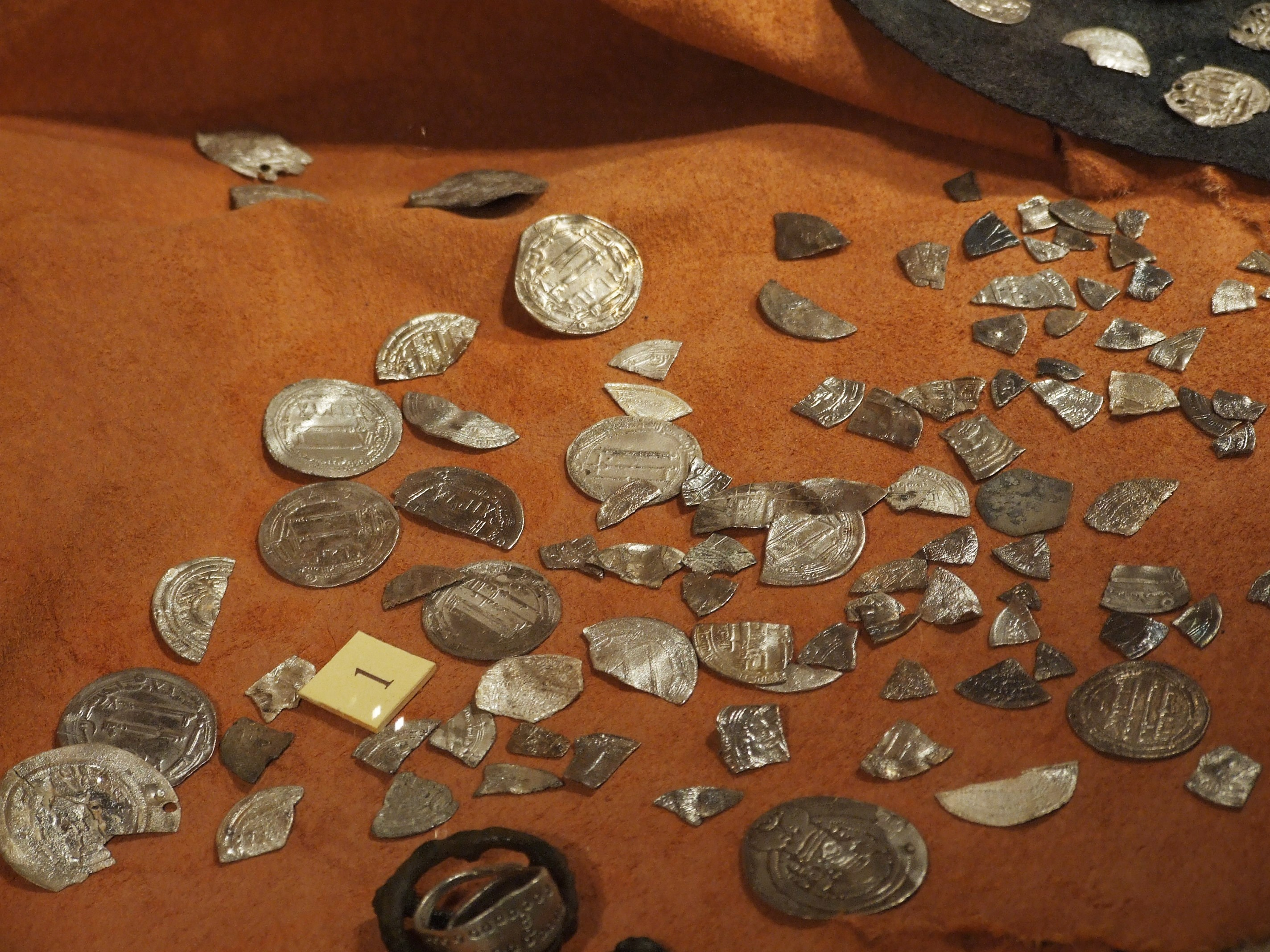
Zerkleinerte arabische Silbermünzen aus einem wikingerzeitlichen Fund an der baltischen Ostseeküste

In Paviken wurden über das ganze Siedlungsareal verteilt Fragmente von Hacksilber sowie rund 122 (vollständige und zerteilte) Münzen gefunden. Die Mehrheit bilden arabische Münzen des 10. Jahrhunderts. Die orientalischen Münzen umfassen sechs sassanidische Drachmen des 7. und 8. Jahrhunderts und 119 Dirhems, darunter 41 sichere und 13 fragliche Dirhems der Samaniden.
Die typischen Hacksilberhorte der Wikingerzeit setzen sich aus einem Ensemble von zerstückelten und unzerstückelten Münzen, Barren, Schmuck und anderem Silberzeug zusammen. Die ins 7. bis in die zweite Hälfte des 10. Jahrhunderts datierten Münzen dieser Horte sind in der Regel arabischer Herkunft. Die Forschung deutet das Fragmentieren im Zusammenhang mit einer Verwendung des Silbers als Zahlungsmittel. So Wiechmann: „Da sowohl Münzen als auch der Schmuck in unfragmentierten und zerschnittenen Stücken auftritt, wird postuliert, dass die Stückelung intentional nach einem bestimmten System und nicht zufällig durchgeführt worden ist“.
Die Insel Gotland weist für nordeuropäische Verhältnisse eine beträchtlich herausragende Menge an wikingerzeitlichen Silberfunden auf. Häufig handelt es sich dabei um Hacksilber. Per Lundström stellte fest, dass die Ergebnisse in den gotländischen Hortfunden im Durchschnitt auch größer und schwerer ausfallen als auf dem schwedischen Festland.